# 39539 Emmadesmet
39539 Emmadesmet este un asteroid din centura principală de asteroizi.

## Descriere
39539 Emmadesmet este un asteroid din centura principală de asteroizi. A fost descoperit pe 8 aprilie 1991 la Observatorul La Silla de Eric Walter Elst. Asteroidul prezintă o orbită caracterizată de o semiaxă mare de 3,05 ua, o excentricitate de 0,08 și o înclinație de 9,2° în raport cu ecliptica.